# 今市町南本町
今市町南本町（いまいちちょうみなみほんまち）は、島根県出雲市に存在する町名である。郵便番号は693-0003（出雲郵便局管区）。

## 地理
今市町南本町は出雲市駅（駅北町内）から駅南町を挟んで南に位置する。周囲の他町名として北側にその駅南町と、西側に塩冶善行町と、東側に上塩冶町とそれぞれ接している。

## 世帯数と人口
2022年（令和4年）7月31日現在の世帯数と人口は以下の通りである。
| 町丁   | 世帯数  | 人口  |
| ------ | ------- | ----- |
| 今市町 | 154世帯 | 296人 |

## 小・中学校の学区
市立小・中学校に通う場合、学区は以下の通りとなる。
| 番地 | 小学校             | 中学校             |
| ---- | ------------------ | ------------------ |
| 全域 | 出雲市立今市小学校 | 出雲市立第一中学校 |

## 交通

### 鉄道
- JR西日本山陰本線の出雲市駅と一畑電車の電鉄出雲市駅（いずれも駅北町に存在）へは今市町南本町から北方向（駅南町を経由）へ徒歩でも近い。

### バス
- バス路線では出雲市駅から一畑バスやスサノオ観光が同町内にも通過している。

### 道路
- 島根県道277号多伎江南出雲線が同町の東側を通過している。